# Speed Sisters (documental)
Speed Sisters es un documental de 2015, dirigido por Amber Fares sobre The Speed Sisters, el primer equipo de automovilismo compuesto íntegramente por mujeres de Oriente Medio y el único en Palestina, explorando las controversias sociales que rodean su actividad.

## Descripción
La película documenta los esfuerzos de sus cuatro coprotagonistas, Mona Ali, Marah Zahalka, Noor Dauod y Betty Saadeh, por triunfar en un deporte dominado por los hombres en la Palestina ocupada.  Fue una coproducción internacional entre compañías de cine de Palestina, Estados Unidos, Catar, Reino Unido, Dinamarca y Canadá. La obra recibió buenas críticas y valoraciones.

## Reconocimientos
En 2015, Speed Sisters obtuvo el premio de la audiencia en el Irish Film Institute Doc Fest. En 2016, el documental ganó el premio SPORTEL al mejor Documental, patrocinado por Peace and Sport. También ganó el premio del jurado al mejor documental en el Festival de Adelaida. En el Vail Film Festival, fue reconocido con el premio al mejor documental.